# Metodo combinatorio
Il metodo combinatorio viene usato per lo studio dei testi che sono scritti in una lingua sconosciuta, e anche per lo studio della lingua in sé, dove la lingua sconosciuta non ha ovvie o provate parentele strette ben conosciute, e magari ci sono pochi testi bilingui che possano altrimenti agevolarne la comprensione.
Questo metodo fa assegnamento principalmente sull'informazione disponibile nella e riguardo alla lingua che si sta studiando e, in massima parte, è stato già usato a meraviglia per lo studio della lingua etrusca, oltre che per altre lingue, come per esempio da Yves Duhoux (1982) per l'eteocretese. Il metodo venne per prima sostenuto da Wilhelm Deeke nel 1875 nella sua confutazione riguardo al tentativo di Wilhelm Corssen di dimostrare una supposta relazione tra l'etrusco e le altre lingue indoeuropee, per mezzo del cosiddetto metodo etimologico, un metodo basato sulle somiglianze percepite tra le parole nel testo della lingua sconosciuta e le parole esistenti in lingue già note.
Il metodo combinatorio venne sviluppato per sostituire il metodo etimologico, poiché quest'ultimo si basa su un circolo vizioso dove la relazione supposta a quanto si dice prova l'interpretazione del testo e viceversa, perciò resta inadeguato per lo studio scientifico o è incapace di fornire prove. Mentre gli specialisti tradizionali in etruscologia hanno da molto tempo abbandonato il metodo etimologico a favore del lento, ma rigoroso lavoro del metodo combinatorio, il metodo etimologico è ancora molto popolare tra i dilettanti che hanno la pretesa di provare una relazione tra i testi antichi e la loro lingua favorita.
Il metodo combinatorio è costituito da tre fasi distinte o componenti:
- Analisi archeologica-antiquaria. Questa fase consiste nell'usare metodi archeologici e antiquari per determinare la natura del testo, come la natura dell'oggetto recante l'iscrizione, le circostanze e la posizione del luogo della sua scoperta. Un esempio che ignora questo stadio sarebbe quello di descrivere le Tavolette di Pyrgi come parte di un archivio del tempio, come alcuni commentatori fecero, quando le tavolette vennero trovate nel 1964, invece si capisce abbastanza chiaramente che le tavolette sono state inchiodate al muro come un avviso. Parte di questo stadio è anche rigorosamente utilizzato per verificare i dettagli epigrafici o paleografici delle iscrizioni. L'importanza di questo stadio del processo non andrebbe sottostimata. L'affermazione di Vladimir Ivanov Georgiev che l'etrusco sia correlato all'ittita fu ampiamente basata sulla parola inesistente esmi, che è stata letta non correttamente in un'iscrizione, mentre la dichiarazione fatta da Mario Alinei nel 2003 riguardo al fatto che la parola iθal significa "bevanda" e che l'etrusco si fondi sull'ungherese è scartato dal fatto che iθal ricorre in una singola iscrizione e invece non ricorre di nuovo nelle molte centinaia di noti vasi etruschi scritti del symposium, dai quali ci si potrebbe aspettare che contengano la parola "bevanda", .

- Analisi formale-strutturale. Consiste suddividere le parole nelle loro morfemi componenti per formare un'ipotesi della struttura della lingua, la quale deve essere coerente con quella dedotta dalle altre iscrizioni interpretate o parzialmente interpretate, e con caratteristiche che possano essere supposte nelle lingue. La questione essenziale di questo stadio è rivelare le parole radicali e i loro ruoli nel testo. Mentre stabilire il significato della parola o morfema non è lo scopo fondamentale in questo stadio, si possono comunque escludere i significati potenziali. Per esempio, l'asserzione di Zacharie Mayani, che l'etrusco θu significa "due" viene esclusa dal fatto che θu è il solo numerale etrusco che non è mai trovato con un referente plurale.

- Infine quando si è stabilita quale sia la forma di radice di una parola e quando si ha un'idea del suo ruolo nel testo e altrove, un'analisi di contenuto e contesto può portare a determinare la parte della parola del discorso; o se essa sia parte di un nome, e se così, il sesso della persona; e se è un oggetto o un'azione, la sua probabile natura o area semantica generale. Questo stadio deve anche offrire garanzia, vale a dire che ogni significato proposto più definito sia coerente con tutti gli altri esempi, ma deve anche permettere la possibilità di omonimi con differenti significati e morfemi che abbiano più di uno scopo.

È importante notare che significati e interpretazioni stabiliti dal metodo combinatorio non possono essere considerati con certezza, per esempio, allo stesso modo dei significati confermati da un testo bilingue o da un affidabile commento antico, ma devono essere considerati come facenti parte di un'attendibilità variabile e (come tutta la verità scientifica) come modelli provvisori. La nostra conoscenza della lingua etrusca è gradualmente aumentata nel corso degli anni, come del resto la nuova cognizione fornita dai testi etruschi stessi, e dalla ricerca in altre discipline dell'etruscologia. La ricerca di Giulio Facchetti riguardo al diritto privato etrusco (2000), insieme alla pubblicazione del testo della Tabula Cortonensis nel 1999, è un esempio recente di dove ciò è accaduto. Ma fino a che un sostanziale testo bilingue o un trattato antico o dizionario etrusco non sia trovato (chissà se o quando accadrà), il metodo combinatorio è tutto ciò che abbiamo.